# Wieża Bellesguard
Wieża Bellesguard (hiszp. Torre Bellesguard) – jedyne dzieło Antoniego Gaudiego, dla którego artysta musiał specjalnie szukać klienta. Wraz z budynkiem ukazał on hołd dla średniowiecza i na swój sposób zinterpretował styl gotycki.
Torre de Bellesguard to dzieło architekta Antoniego Gaudiego, które dotychczas nie spotkało się z większym zainteresowaniem wśród mieszkańców czy turystów. W tym niezwykłym budynku można podziwiać wiele elementów, które zostały udoskonalone w późniejszych poprawkach.
Przez wzgląd na szczególną lokalizację w spokojnej dzielnicy Sant Gervasi i szczególną historię domu, Gaudi przekonał się do zakupu nieruchomości i zdecydował się zbudować nowy dom na średniowiecznych ruinach.

Miejsce, w którym znajduje się Bellesguard, było lokalizacją niegdyś należącą do rezydencji Martina, Króla Aragonu oraz Hrabiego Barcelony.

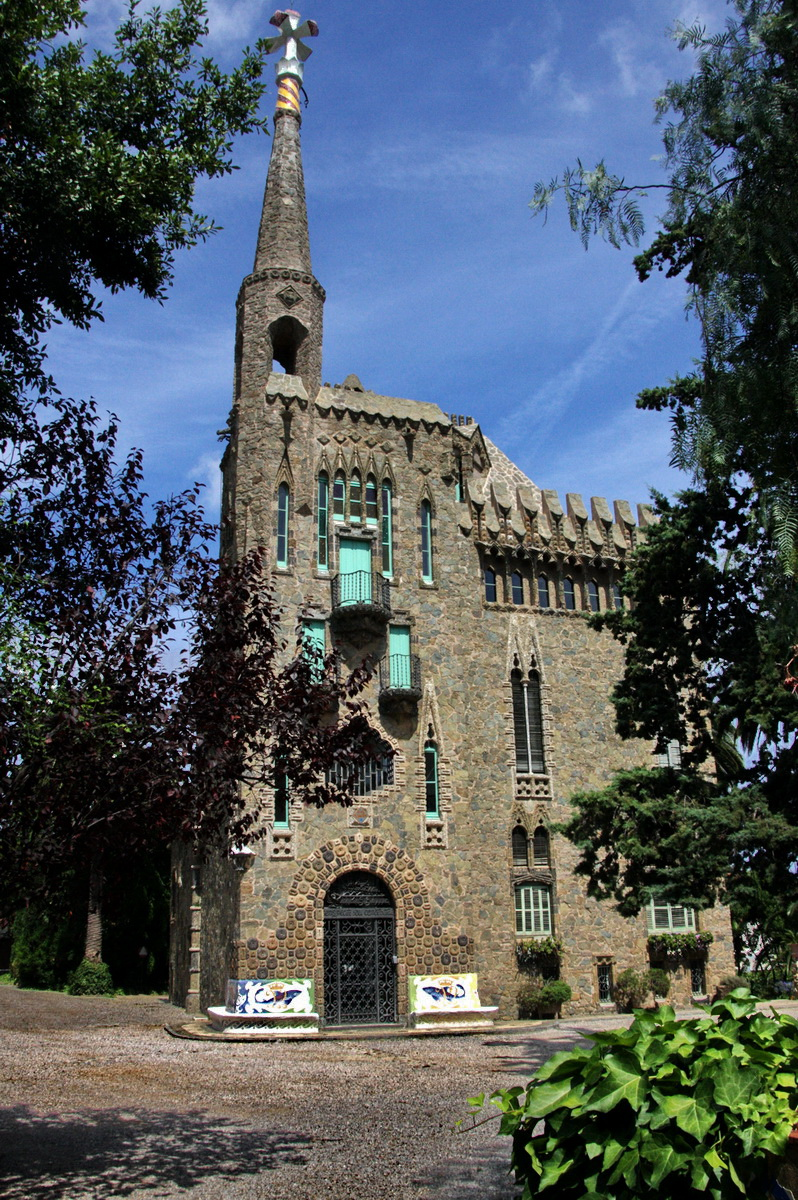
Torre Bellesguard

## Historia
Inspiracją Gaudiego do stworzenia Casa Figueras był średniowieczny zamek będący wówczas na tej samej posiadłości co obecna Wieża Bellesguard. Pałac zbudowany był dla Króla Aragonu we wczesnych latach XV wieku. Król Aragonu zmarł w 1410, zostawiając kraj bez dziedzica. Wdowa po nim, Margaret of Prades, odziedziczyła posiadłość, natomiast po jej śmierci zamek przechodził z rąk do rąk przez wieki, aż w końcu Jaume Figueres zakupił lokację w 1900 roku.

## Architektura

### Wnętrze
Casa Figueres składa się z następujących pięter: parteru, piętra głównego wyższego, piwnicy oraz strychu. Wnętrze domu różni się od jego zewnętrznej, gotyckiej strony. Zamiast tego ukazuje modernistyczny styl architektury Gaudiego. Artysta stosował nietypowe ułożenie okien w domu, aby zwrócić uwagę na naturalne światło, podkreślane przez białe ściany. Ponadto utrzymywał swoje aranżacje w tematyce naturalnego środowiska, flory i fauny, roślin i zwierząt. W holu głównym światło dzienne jest stymulowane przez barwne kolory szyb oraz żelazne wykończenia. Wiele dachów posiada strukturą dodatkowo nałożonych warstw cegieł, znanych pod nazwą Catalan Arc. Od wewnątrz znajduje się mechanizm wspomagający, który przywodzi na myśl żelazną sieć pajęczą. Stosuje się go do podtrzymywania szczytu wieży. Jedynym, co jest widoczne od wewnątrz wieży, jest smok, którego Gaudi zaprojektował na tarasie jako część podstawy wieży. Łupek, kamień będący detalem na dachu, ilustruje ogon smoka wraz z uniesionymi miejscami tworzącymi iluzję nozdrzy smoka. Dwa okna po obu stronach profilu smoka przypominają oczy zwierzęcia.

### Zewnętrze

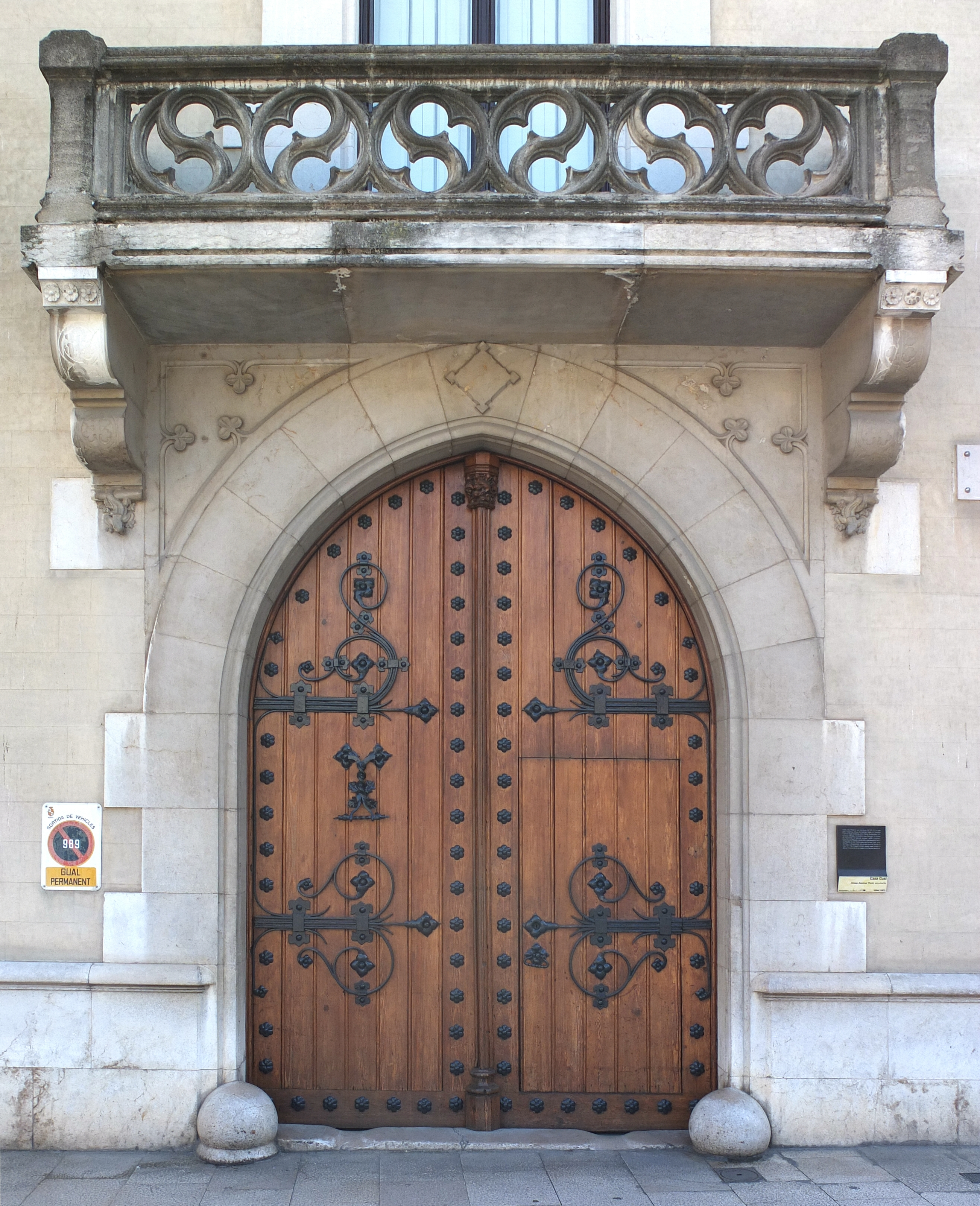
Drzwi do Casa Figueres

Casa Figueres zbudowana jest głównie z kamienia oraz cegły. Całkowita konstrukcja mierzy podstawę kwadratową 15 x 15 m oraz ma 19,5 m wysokości, a jej powierzchnia wynosi 900 m. Zewnętrzna fasada jest w stylu neogotyckim, z racji, że Gaudi chciał złożyć hołd oryginalnemu zamkowi średniowiecznemu, niegdyś stojącemu w tym miejscu. Z tego powodu Gaudi używał więcej prostych linii, rzadko widzianych w jego dotychczasowych pracach, które tym razem pojawiły się na parapetach i powierzchni ścian. Wieża Bellesguard wystaje z rogu podstawy, dodając pionowego wyrównania konstrukcji utworzonej przez proste, pionowe linie w jego projekcie. Torre Bellesguard jest prawdopodobnie najbardziej rozpoznawalnym elementem Casa Figueres. Ukazuje cztery skrzyżowane ramiona udekorowane czerwonymi oraz żółtymi mozaikami symbolizującymi flagę Katalonii. U podstawy krzyża można ujrzeć koronę owiniętą wokół obwodu podstawy, będącą prawdopodobnie symbolicznym ukłonem Gaudiego w stronę korony Aragonii. U wejścia do domu widoczna jest inskrypcja "“Maria Purrisima sens pecat fou concebuda", co oznacza "Najczystsza Maria, poczęta bez grzechu". Nad drzwiami wejściowymi odznacza się niesamowite barwione szklane okno w formie 8-ramiennej gwiazdy Wenus.

### Podziemia
Na terenie znajdują się pozostałe elementy średniowiecznego zamku z XV wieku, w szczególności pozostałości oryginalnych murów, które, choć naśladowane przez otaczające je gotyckie aspekty dzieł Gaudiego z XX wieku, nadal można odróżnić od bardziej nowoczesnych budowli. Przy wejściu do ogrodu znajduje się tarcza Korony Aragonii, na której wygrawerowano dwie daty: 1409, oznaczającą ukończenie pierwotnego zamku, oraz 1909, rok, w którym ukończono budowę Torre Bellesguard Gaudiego. Na tarczy widnieje także wschodzące słońce, symbolizujące te dwa doniosłe momenty historyczne. Mozaikowe ławki znajdujące się obok fasady budowli są ozdobione techniką Trancadí, jednak w rzeczywistości ławki te były dziełem ucznia Gaudiego, Domèneca Sugrañesa i Grasa, którego styl charakteryzuje się jako bardziej jednolity i rzymski w porównaniu z bardziej nierównym podejściem Gaudiego. Również w ogrodzie znajduje się żelazny krzyż, prawdopodobnie zbudowany przez samego Gaudiego (a nie przez jednego z jego uczniów).

## Etymologia
Termin Bellesguard pochodzi z języka katalońskiego i oznacza „piękny widok”. Oznacza to, że budynek znajduje się w połowie drogi na górę Collserola z widokiem na Barcelonę, dzięki czemu zapewnia szeroki widok na miasto. Nazwa pochodzi z czasów Martina Aragońskiego, który w XV wieku miał w tym miejscu letnią rezydencję, a następnie ukuł nazwę Bellesguard.
Bellesguard jest czasami nazywany Casa Figueres, ponieważ został zamówiony przez Marię Sagués, wdowę po Jaume Figuerasie. Sagués była wieloletnią wielbicielką twórczości Gaudiego i w 1900 roku zleciła mu zaprojektowanie budynku.